# Treble booster
Le Treble Booster (« amplificateur d'aigus) » est un effet audio, principalement utilisé avec une guitare électrique, qui entraîne la hausse du volume des aigus tout en coupant les basses fréquences. Il permet d'augmenter la saturation d'un amplificateur. Créé en 1965 avec le Dallas Rangemaster, cet effet est d'abord intégré dans un boîtier posé sur l'amplificateur, restant toujours allumé ; par la suite, le treble booster est incorporé dans des pédales d'effet.
Le treble booster est popularisé par de nombreux guitaristes comme Tony Iommi, Eric Clapton, Brian May, Jimmy Page, Ritchie Blackmore ou encore Rory Gallagher.

## Fonctionnement

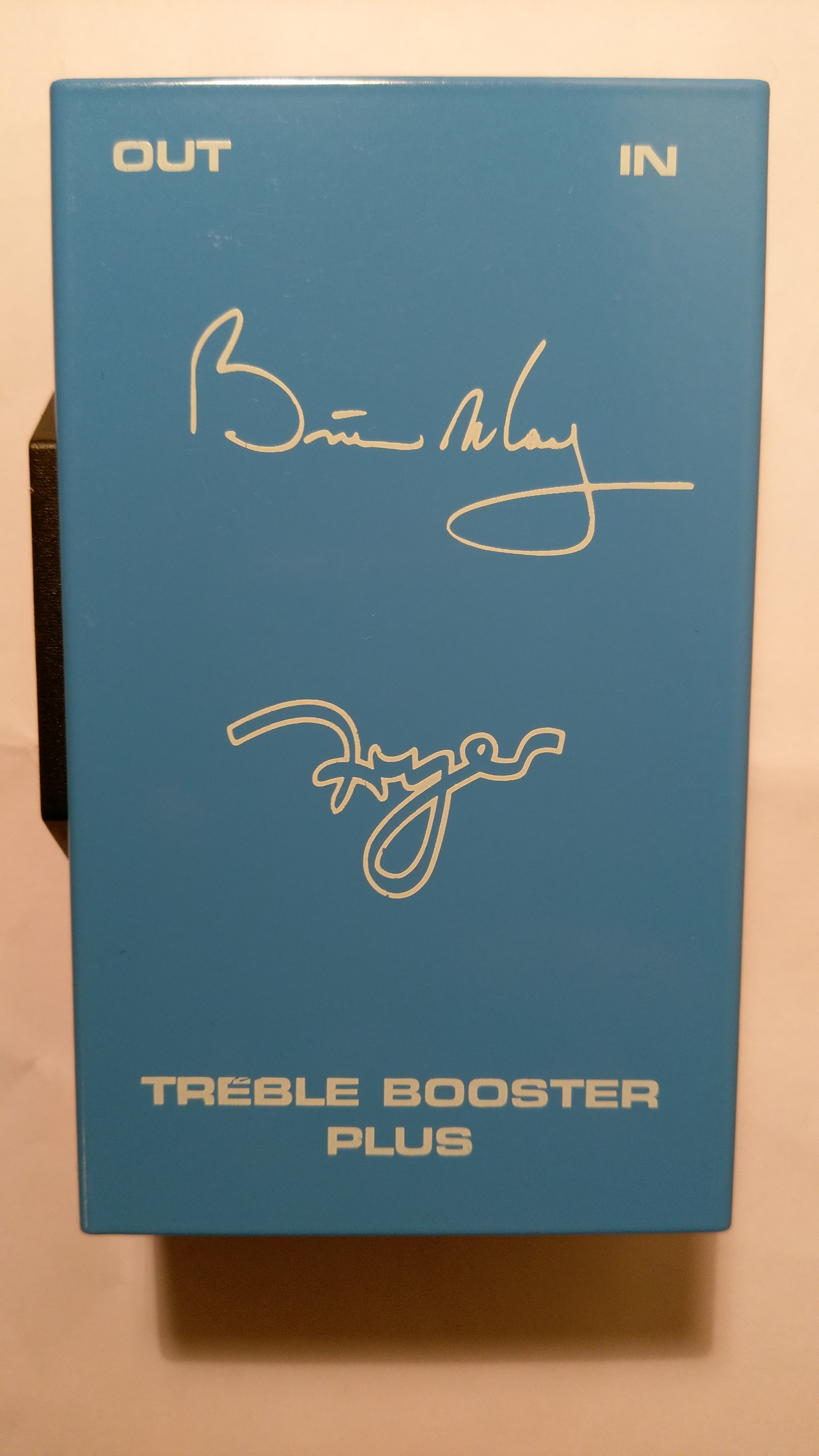
Fryer Sound Treble Booster Plus, sans aucun réglage, destiné à être posé sur l'amplificateur.

Le treble booster est à classer parmi les effets d'overdrive ou de distorsion. Il provoque une distorsion sur le signal audio, coupe les fréquences graves avec un filtre passe-haut et accentue les hauts-médiums. Le son se caractérise alors par des basses et de bas-médium clairs et définis alors que les aigus sont plus incisifs et mis en avant. Cet effet est principalement utilisé sur des amplis aux couleurs sonores sombres tels que le VOX AC30 ou le Marshall Bluesbreaker, qui ont tendance à produire une saturation un peu brouillonne lorsqu'ils sont poussés à fond. Le treble booster permet alors d'obtenir une saturation plus tranchante et précise. Le treble booster est utile pour faire ressortir le son d'une guitare électrique dans un mix, particulièrement pour un solo.
Il est très différent d'un clean boost qui se contente d'amplifier le son sans modifier l'égalisation.
Le circuit d'un treble booster est très simple,, construit autour d'un transistor au germanium ou au silicium. Dans le cas du Rangemaster par exemple, le circuit est celui d'un amplificateur à émetteur commun basé sur un transistor bipolaire PNP. Le treble booster comprend généralement un seul contrôle de volume.

## Histoire
Les principaux modèles sont le Dallas Rangemaster (utilisant un transistor au germanium) créé en 1965, le Hornby Skewes, ainsi que le Screamin' Bird d'Electro Harmonix ou le Colorsound powerboost.
Le treble booster fait partie des premiers effets à être inventés dans les années 1960 : en 1965 sort le Dallas Rangemaster, l'année suivante la Dallas Arbiter fuzz face, en 1967 la wah-wah Clyde McCoy et l'octavia de Roger Mayer. 
Le Dallas Rangemaster prend la forme d'un boîtier additionnel généralement posé sur l’ampli ; il est toujours activé et ne possède pas de switch pour l'enclencher au pied. Les Rangemaster fabriqués durant les années soixante font partie des effets les plus recherchés des collectionneurs et en conséquence les plus chers du marché de l'occasion vintage. 
Couramment utilisé dans le rock et le blues à partir du milieu des années 1960, le treble booster est devenu moins employé avec la popularisation des pédales d'overdrive et de distorsion dans les années 1980.

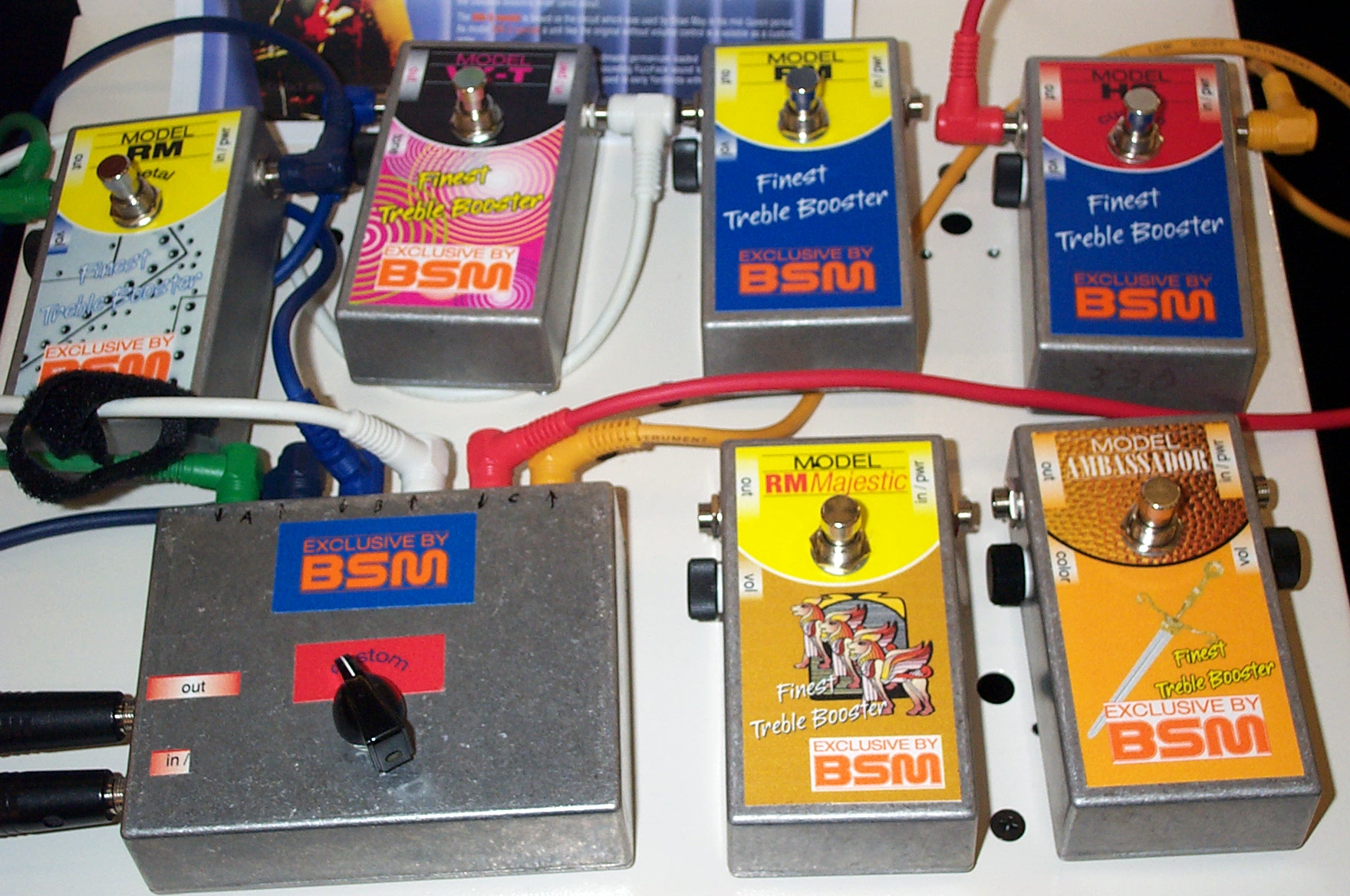
Collection de différents Treble Boosters par BSM.